# Oskar Pixis
Oskar Pixis (* 30. Dezember 1874 in München; † 6. Oktober 1946 ebenda) war ein deutscher Architekt.

## Leben
Oskar Pixis war der Sohn des Malers Theodor Pixis und dessen Frau Melinka Pixis geb. Henel. Er besuchte das Ludwigsgymnasium in München und begann 1892 ein Studium an der Kunstgewerbeschule München. 1894 wechselte er an die Technische Hochschule München, die er 1898 ohne regulären Studienabschluss verließ. In den folgenden Jahren machte er verschiedene Praktika, 1901 folgte eine Italienreise. Von 1902 bis 1903 war Pixis beim Stadtbauamt München angestellt, 1903 wechselte er in das Büro von Alfred Messel in Berlin – hier arbeitete er beim Entwurf für das Gebäude des Kaufhauses Wertheim mit. 1904 stellte ihn Theodor Fischer als Leiter seines Büros in Stuttgart ein. 1905 heiratete Oskar Pixis Hertha geb. Emmerich, beide hatten vier Kinder.
1908 zog Pixis mit Theodor Fischer wieder nach München, bis 1924 arbeitete er weiterhin als dessen Büroleiter. Hier war er neben organisatorischen Aufgaben auch an vielen Bauten Fischers beteiligt, so hatte er z. B. die Projektleitung für die Pfullinger Hallen inne und arbeitete an der Arbeitersiedlung Gmindersdorf bei Reutlingen mit.
Im Ersten Weltkrieg leistete er – mit zeitlichen Unterbrechungen – Kriegsdienst. Ab 1923 entstanden erste selbstständige Planungen von Oskar Pixis. Im Alter von 50 Jahren machte er sich dann als Architekt selbstständig.

## Bauten

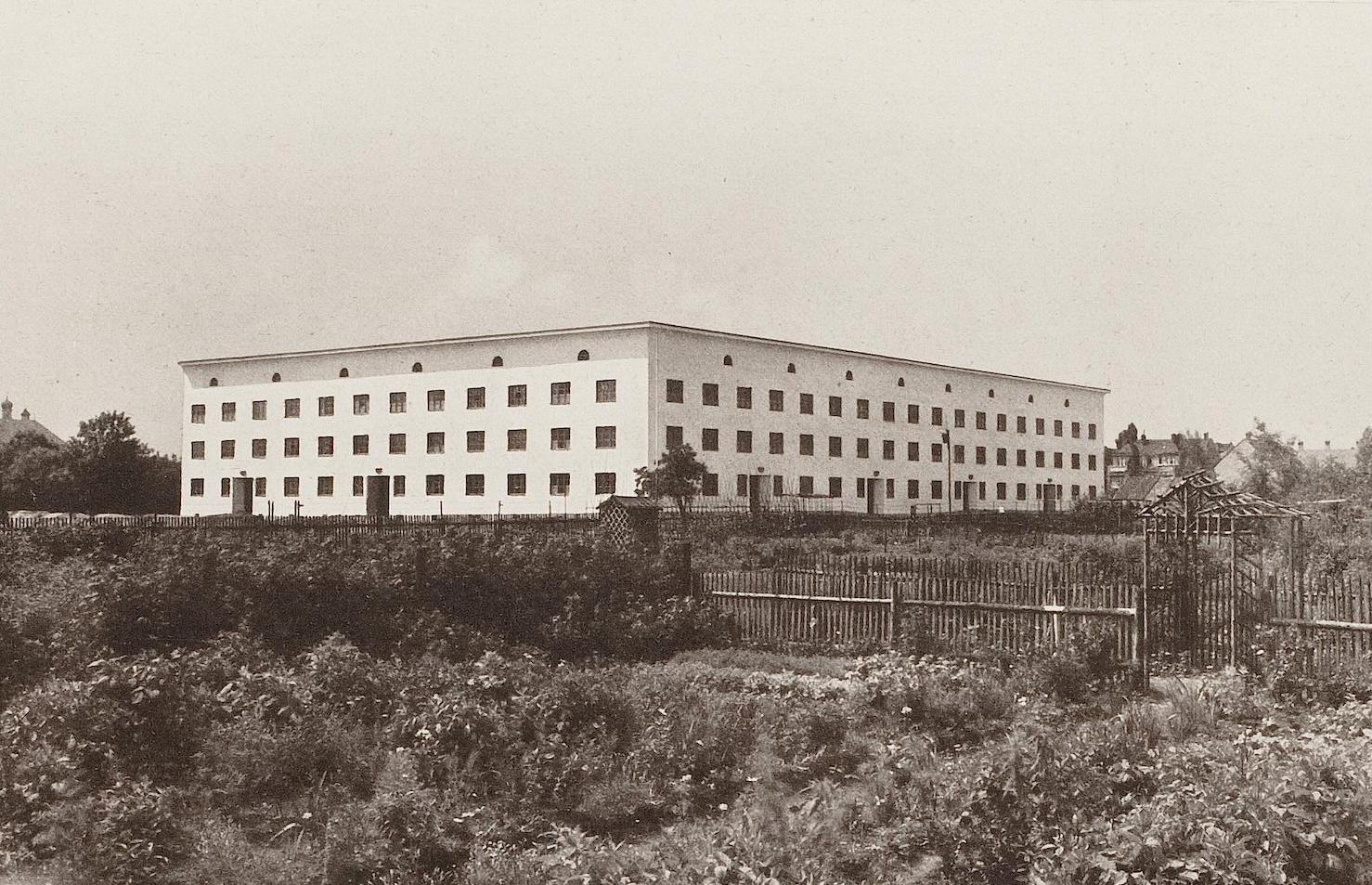
Wohnblock an der Klugstraße in München

- 1923–1925: Haus Dittmar in München-Bogenhausen, Holbeinstraße 17
- 1923–1925: Wohnhaus und Atelier für den Bildhauer Hans Defregger in München, Kaulbachstraße 26a/26b (seit 1996 unter Denkmalschutz)
- 1925: Umbau des Laimer Schlössls in München als Wohnhaus für Pixis und Büro für Theodor Fischer, Agnes-Bernauer-Straße 106 (unter Denkmalschutz)
- 1928–1933: Zwei Wohnblöcke in München-Obersendling, Klugstraße 150–156 (Block A) und Klugstraße 158–162 (Block B)
- 1929–1930: Hauszeile in der Siedlung Neuhausen in München, Balmungstraße 1–11
- 1930: Haus Westerholt in Gauting (zerstört)
- 1934: Haus Penzel in Gauting (zerstört)[1]
- 1935: Wohnhaus für Alfred Miez in München, Waldhornstraße 24 (2002 abgerissen)
- 1935–1936: Wohnhaus für den Chemiker und Wissenschaftshistoriker Rudolf Sachtleben (1897–1966) und seine Ehefrau Ilka Sachtleben geb. Hagenlocher (1897–1990) in München-Bogenhausen, Oberföhringer Straße 31
- 1935–1936: Wohnhaus mit Praxisräumen für Gustav Blank in München-Schwabing, Kunigundenstraße 24 (unter Denkmalschutz)